# Esportes FM (Porto Alegre)
Esportes FM foi uma emissora de rádio brasileira sediada em Porto Alegre, capital do estado do Rio Grande do Sul. Operava no dial FM, na frequência 90.3 MHz concessionada na cidade de Ivoti, e seus transmissores eram localizados no Morro Dois Irmãos. Foi controlada pelo Grupo Bel, através de concessão do Grupo Dial de Comunicação, em parceria com o Grupo Bandeirantes de Comunicação. Era afiliada da Bradesco Esportes FM, mas não utilizava o nome do banco Bradesco, patrocinador da rede, por questão de contrato.

## História
A emissora utilizava a frequência da Rádio Felicidade, pertencente ao Grupo Dial de Comunicação, que já foi arrendada à Transamérica FM e a um grupo evangélico. Desde 1º de outubro de 2009, encontra-se alugada ao Grupo Bel, sendo ocupada desde então pela Oi FM. Com o fim da rede, a emissora virou a rádio 90.3 FM e integrou o projeto Rede Verão. Em parceria com o Grupo Bandeirantes de Comunicação, com operação local da TV Bandeirantes Rio Grande do Sul, o Grupo Bel montou a rádio Esportes FM em 15 de julho de 2012.
Após o lançamento, foi revelado que José Aldo Pinheiro, que até então estava na Rádio Gaúcha, passa a integrar a equipe da emissora. Também foram contratados os comentaristas Nelson Cerqueira e Haroldo Santos, os repórteres Saimon Bianchini, Laura Becker, Bruno Ravazzolli e Gonçalo Cirne Lima e o apresentador Leandro Zanetti.
Mesmo com a forte programação local, o retorno da emissora não foi o esperado. O pouco alcance da frequência na cidade de Porto Alegre fez com que a Esportes FM praticamente não fosse ouvida pelo público. Logo, a programação local saiu do ar. Em seu lugar entrou a programação da Bradesco Esportes FM, vinda da matriz de São Paulo. No dia primeiro de abril, a rádio passou a tocar músicas apenas. O Futebol Na Geral migrou para a Ipanema FM. Com os rumores de fim do projeto Bradesco Esportes FM, a partir da extinção da emissora de Porto Alegre, o Grupo Bandeirantes informou que a estação encerrada estava sendo "veiculada em caráter experimental". Posteriormente, o Grupo Dial reassumiu o controle da frequência e lançou a Rádio Felicidade Gospel.

## Programas
- Nossa Área - dividida em "Nossa Área Notícias", com as notícias do esporte e "Nossa Área Grenal", com as notícias do futebol, vai ao ar das 10:00 às 12:00, com José Aldo Pinheiro e Fabiano Baldasso no primeiro programa, e Zé Aldo, Haroldo Santos e Nelson Cerqueira no segundo.
- Futebol na Geral - Reedição do programa que chegou a ir ao ar na Rádio Bandeirantes, no ar das 18:00 às 19:00, apresentado por Eron Dalmolin, com participação de Ribeiro Neto e Paulo Pires.
- Band Esporte Show -  Retransmissão do programa que chegou a ir ao ar na Rádio Bandeirantes, no ar das 20:00 às 22:00, com Carlos Guimarães e Vagner Martins.
- Blocos locais no programa "No Mundo dos Esportes", apresentados pela equipe de repórteres esportivos do Grupo Bandeirantes.
- Joga o Jogo Local - Apresentado por José Aldo Pinheiro e Taynah Espinoza, aos domingos, meio-dia.
- Retransmissão das jornadas locais de futebol, com a equipe da Rádio Bandeirantes + Ipanema FM.
- Finalmentes - Apresentado por Haroldo Santos, após o "Prorrogação", aos domingos.
- Pra Valer - Apresentado por Saimon Bianchini, sempre aos sábado a partir das 14 horas.
- Esporte Motores - Apresentado por Paulo Bogado e Leandro Zanetti, aos sábado a partir das 13 horas.
- Esporte Saúde - Apresentado por Chico Garcia, sábado ao meio-dia.